# MTV Rocks
MTV Rocks a fost un post non-stop de muzică alternativă, lansat în octombrie 1998, difuzat pe teritoriul întregii Europe prin intermediul satelitului și a distribuitorilor locali de cablu.
Canalul MTV Rocks împreună cu Club MTV și MTV OMG au încetat emisia în Regatul Unit pe 20 iulie 2020, iar programarea MTV Rocks s-a mutat la MTV Music. În prezent, Club MTV continuă în Europa Centrală și de Est.
Pe 5 octombrie 2020, în Europa, canalele MTV Rocks și VH1 Classic și-au încetat emisia și se numesc acum MTV 90s și MTV 80s.